# Rhyscotoides laxus
Rhyscotoides laxus là một loài chân đều trong họ Rhyscotidae. Loài này được Van Name miêu tả khoa học năm 1924.